# Varuna (planetoïde)

De baan van (20000) Varuna
(20000) Varuna
Neptunus
Pluto

(20000) Varuna (symbool: ) is een planetoïde in de Kuipergordel met een geschatte grootte tussen de 900 en 1200 kilometer. De planetoïde werd op 28 november 2000 ontdekt door Robert S. McMillan. In eerste instantie kreeg dit object de aanduiding 2000 WR106. Later werd het omgedoopt tot Varuna, naar de hindoegod Varuna. De (20000) is het door het Minor Planet Center gegeven catalogusnummer.
Over Varuna is weinig met zekerheid bekend. De rotatietijd bedraagt 3,17 uur of het dubbele, 6,34 uur. Met een dichtheid van ongeveer 1 gram per kubieke centimeter, vergelijkbaar met water, is het waarschijnlijk dat het een enigszins poreus object betreft.
De planetoïde beschrijft een baan rond de Zon ruim buiten die van Neptunus en wordt daarmee geclassificeerd als een Transneptunisch object (TNO), ook wel een pluton genoemd. Varuna behoort tot de zogenaamde klassieke Kuipergordelobjecten, welke een relatief 'ronde' baan beschrijven om de zon.
Hoewel er reeds onderzoek is gedaan naar de mogelijke vorm van Varuna, is nog niet bekend of dit object voldoet aan de criteria om als dwergplaneet te kunnen worden geclassificeerd.